# Ірій
«Ірій» (рус. Ирий — рай в славянской мифологии) — украинская фолк-метал-группа. 

## История
Группа «Ірій» была создана в мае 2000 года во Львове Романом Працьовитым и Андреем Киндратовичем. Через несколько месяцев к ним присоединились соло-гитарист Василий Шевчук и вокалистка Ксения Рыхальская. В ноябре 2001 года появились барабанщик Андрей Копыльчак (Pagan Land, Ambivalence) и клавишник Григорий Игнатович («Неон»). На протяжении 2002 года «Ірій» активно выступает на концертах во Львове и области. Осенью 2002 года коллектив принял участие в фестивале «Рокотека». Три песни с демоальбома «Легенда» («Ірій», «Воля» и «Легенда») вошли в сборник «Львовский рок-2002».
В 2003—2006 годах «Ірій» не имел постоянного состава. В конце 2002 года группу покинули клавишник и барабанщик, а в 2005 году бас-гитарист Андрей Киндратович создал собственный проект Полинове поле. Осенью 2004 года в группе появился новый соло-гитарист Николай Ерега («Далі», «Гибай додому», «Зворотній бік», «Авогадро»), вскоре после этого — басист Дмитрий Орлов (Let it Bluz).
С конца 2006 года начинается новый этап в жизни группы. «Ірій» в обновлённом составе записывает новые песни и даёт серию концертов по Украине. В августе 2007 года группа приняла участие в фестивале Red Alert Open Air Festival в Крыму (Евпатория), а в сентябре — в фестивале средневековой культуры «Тустань», ежегодно проводимом на месте древнерусского укрепления Тустань. 5 октября 2008 года «Ірій» принял участие во отборочном туре всемирного фестиваля The Global Battle of the Bands.
В настоящее время участники группы продолжают выступать на концертах во Львове и Львовской области, участвуют в иных культурных мероприятиях города. Также продолжается работа над новыми записями, планируется выпуск альбома. Идёт работа над совместным выступлением группы «Ірій» и рок-балета «Экспрессия драйва», которым руководит вокалистка группы Ксения Рыхальская.

## Состав группы
- Ксения Рыхальская — вокал, флейта, автор большей части текстов
- Николай Ерега — соло-гитара
- Дмитрий Орлов — бас-гитара
- Роман Працьовитый — ритм-гитара
- Назарий Самотис — ударные
- Наталия Рудакевич — клавишные

## Дискография
- 2007 — «Легенда» (демо)
- 2007 — «Демо 2006—2007»
- 2008 — «Дракон»

## Отзывы
- Газета Высокий Замок отмечает яркое выступление группы «Ірій» на отборочном туре фестиваля The Global Battle of the Bands[8]
- В рецензии на выступление группы в Киеве журнал «Фонтаръ» отмечает мощную энергетику исполнения, аутентичный женский вокал[9].
- В интервью в журнале Sacratum «Ірій» назван одним из ярчайших представителей украинского фолк-рока[10].
- Интернет-портал ZAXID.NET пишет о группе «Ірій» как одной из первых украинских групп, играющих славянский готик-метал[11].